# Gavelli
Gavelli è una frazione del comune di Sant'Anatolia di Narco, in provincia di Perugia.

## Descrizione
Si trova a 1151 m s.l.m., a circa 13 km dal capoluogo comunale, dal quale è raggiungibile tramite una strada di montagna.
Nel paese si trova una chiesa dedicata a San Michele, che ospita affreschi di Giovanni di Pietro, detto "Lo Spagna",  datati al 1492.

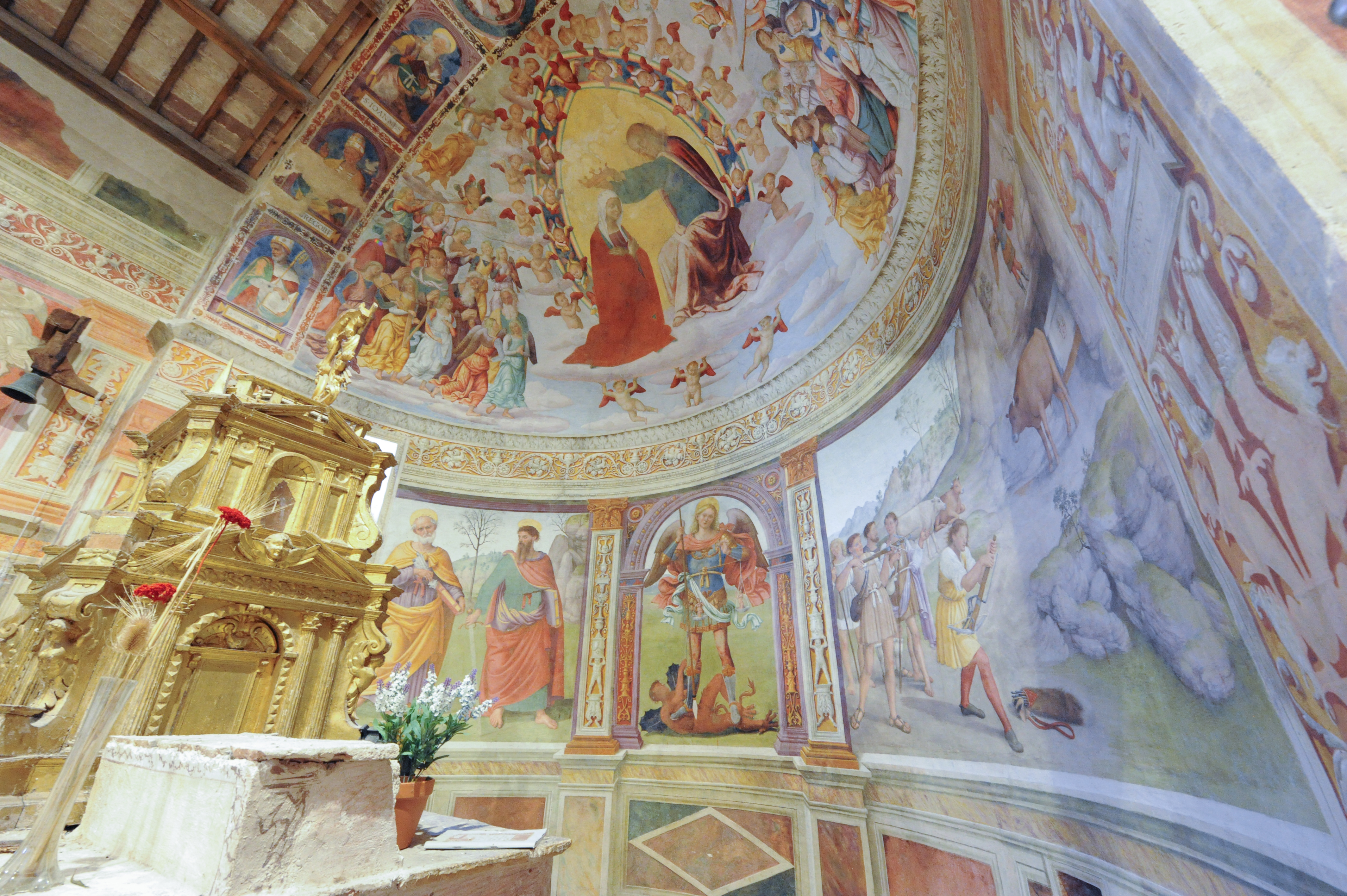
Chiesa di San Michele. Affreschi dell'abside dello Spagna